# Họ Cá quả
Họ Cá quả (tên khác: Cá chuối, Cá lóc, Cá sộp, Cá xộp, Cá trầu, cá trõn, Cá đô, tùy theo từng vùng) là các loài cá thuộc họ Channidae. Họ này có 2 chi còn loài sinh tồn là Channa hiện biết 39 loài, Parachanna hiện biết có 3 loài ở châu Phi.
Ở Việt Nam chủ yếu là Channa maculata (có tài liệu gọi là Ophiocephalus maculatus / Bostrychus maculatus) và Channa argus (hay còn gọi là Ophiocephalus argus tức cá quả Trung Quốc).

## Đặc điểm nhận dạng
Vây lưng có 40 - 46 tia vây; vây hậu môn có 28 - 30 tia vây, vảy đường bên 41 - 55 cái. Đầu cá quả Channa maculata có đường vân giống như chữ "nhất" và hai chữ "bát" còn đầu cá Channa argus tương đối nhọn và dài giống như đầu rắn. Đầu của chúng bẹt so với thân, vảy tạo vân màu nâu xám xen lẫn với những chỗ màu xám nhạt. Lưng có màu đen ánh nâu.

## Phân bố
Chúng có thể sống trong các môi trường nước thiếu oxy, là loài cá sống trong môi trường nước ngọt. Chúng tìm thấy ở các khu vực nhiệt đới như châu Phi và châu Á, đặc biệt là Trung Quốc, Triều Tiên, Sri Lanka, Việt Nam v.v, ở đó chúng được coi là loài cá đặc sản.
- Môi trường: Nước ngọt; độ sâu sinh sống từ 0 đến 30 m trong các sông, suối, ao, hồ và trong các ao nuôi nhân tạo. Chúng sinh sống ở tầng nước giữa và thấp, hay tìm thấy trong các ao hồ có nhiều rong cỏ và nước đục.
- Nhiệt độ: 7 - 35 °C
- Vĩ độ: 40°bắc - 10°bắc

## Phân loại
Họ này theo truyền thống xếp trong bộ Perciformes, tuy nhiên gần đây người ta đã xem xét lại phát sinh chủng loài của cá và đề xuất tách họ này sang bộ Anabantiformes.
Họ Cá quả (Channidae)
- Chi Cá lóc (Channa)
  - Channa amphibeus

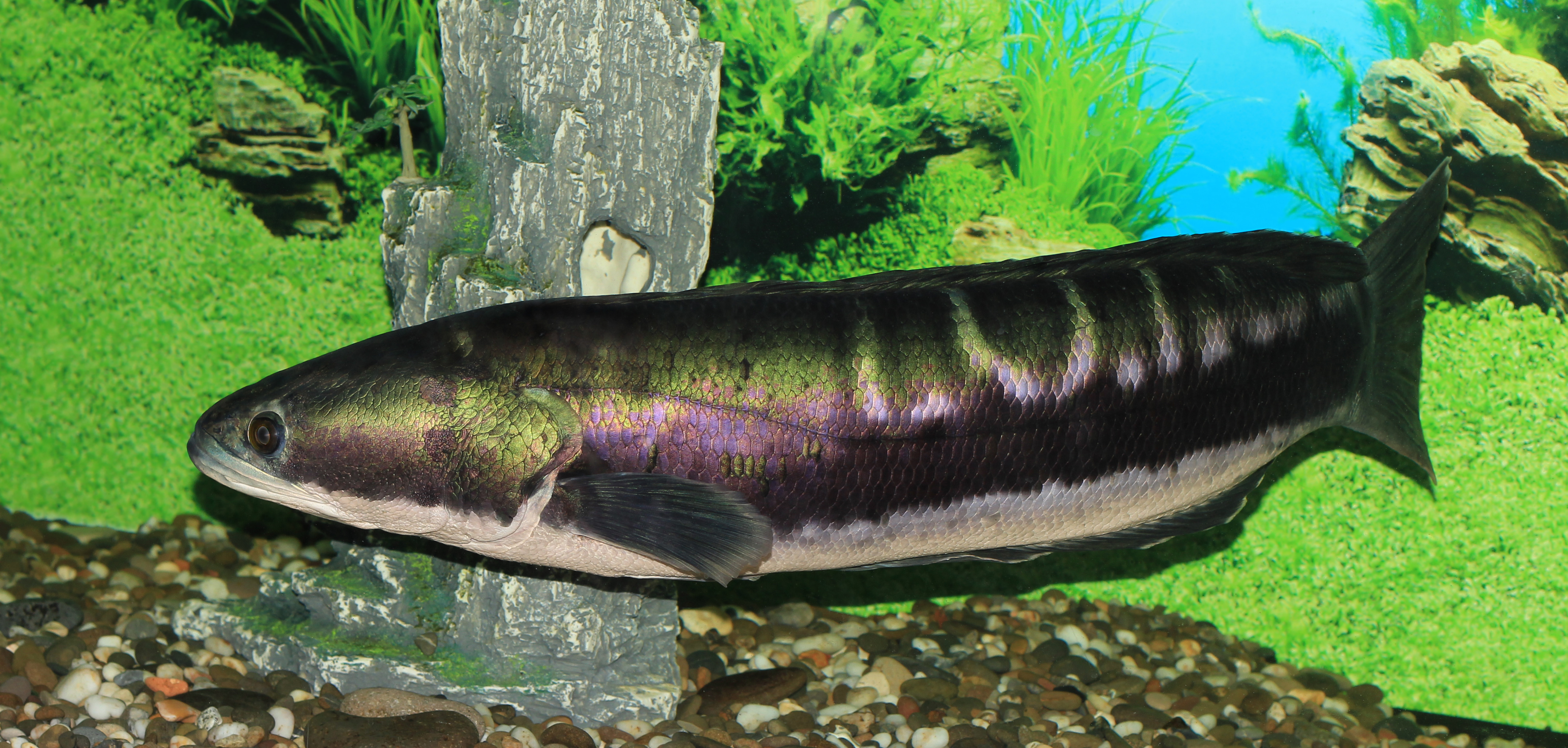
Cá lóc bông

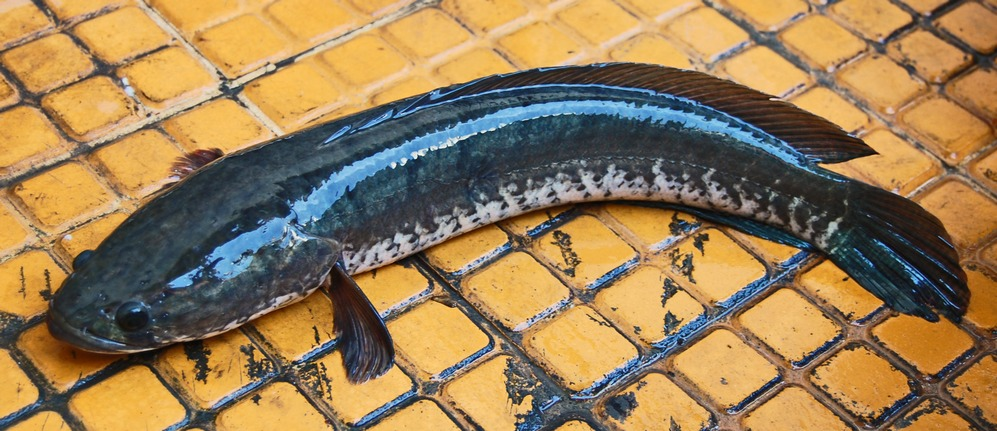
Cá lóc đồng

  - Channa andrao - cá lóc cầu vồng vây xanh
  - Channa argus - cá lóc Trung Quốc
  - Channa asiatica - cá trèo đồi, cá tràu tiến vua
  - Channa aurantimaculata - cá lóc Ấn Độ
  - Channa aurantipectoralis
  - Channa bankanensis
  - Channa baramensis
  - Channa barca - cá lóc Hoàng Đế
  - Channa bleheri - cá lóc cầu vồng ngũ sắc
  - Channa burmanica
  - Channa cyanospilos
  - Channa diplogramma
  - Channa gachua - cá chòi[4]
  - Channa harcourtbutleri
  - Channa hoaluensis[5] - cá lóc vây xanh Hoa Lư
  - Channa longistomata - cá trẳng, pa cẳng[4]
  - Channa lucius - cá dày
  - Channa maculata - cá chuối hoa
  - Channa marulioides - cá lóc vẩy rồng
  - Channa marulius - cá lóc mắt bò, cá lóc khổng lồ
  - Channa melanoptera
  - Channa melanostigma
  - Channa melasoma
  - Channa micropeltes - cá lóc bông
  - Channa ninhbinhensis[5] - cá lóc vây xanh Ninh Bình
  - Channa nox
  - Channa orientalis - cá chành dục[4]
  - Channa ornatipinnis
  - Channa panaw
  - Channa pardalis
  - Channa pleurophthalma
  - Channa pomanensis
  - Channa pseudomarulius
  - Channa pulchra - cá lóc pháo hoa đốm vàng
  - Channa punctata
  - Channa shingon - cá lóc vây xanh Đài Loan
  - Channa striata - cá lóc đồng, cá lóc đen
- Chi †Eochanna:
  - †Eochanna chorlakkiensis
- Chi Cá lóc Châu Phi (Parachanna)
  - Parachanna africana
  - † Parachanna fayumensis
  - Parachanna insignis
  - Parachanna obscura

## Sinh trưởng và sinh sản
Cá quả lớn tương đối nhanh. Con lớn nhất dài đến 1 mét, nặng đến 20 kg, cá 1 tuổi thân dài khoảng 19 – 39 cm, nặng 95 - 760g; cá 2 tuổi thân dài 38,5–40 cm, nặng 625 - 1.395g; cá 3 tuổi thân dài 45–59 cm, nặng 1,5 - 2,0 kg (con đực và cái chênh lệch lớn); khi nhiệt độ trên 20 °C sinh trưởng nhanh, dưới 15 °C sinh trưởng chậm. Cá từ một năm tuổi trở lên đã có khả năng sinh sản. Mùa sinh sản là từ tháng 4-7 hàng năm. Cá bố mẹ có tính ấp trứng và nuôi con.

## Thức ăn
Cá chuối là loại cá ăn thịt. Thức ăn khi nhỏ (thân dài 3 – 8 cm) là côn trùng, cá con và tôm con; khi thân dài trên 8 cm ăn cá con. Khi trọng lượng nặng 0,5 kg chúng có thể ăn tới 20% trọng lượng cơ thể mỗi ngày. Trong điều kiện nuôi nhân tạo, chúng cũng ăn thức ăn chế biến.

## Cách phân loài mới
Năm 2020 người ta thiết lập họ Aenigmachannidae để chứa 2 loài của chi Aenigmachanna, do cho rằng chúng đã tách khỏi Channidae khoảng 34 tới 109 triệu năm trước, đủ để coi là một họ riêng biệt.
- Chi Aenigmachanna
  - Aenigmachanna gollum[7]
  - Aenigmachanna mahabali[8]